# Brynach

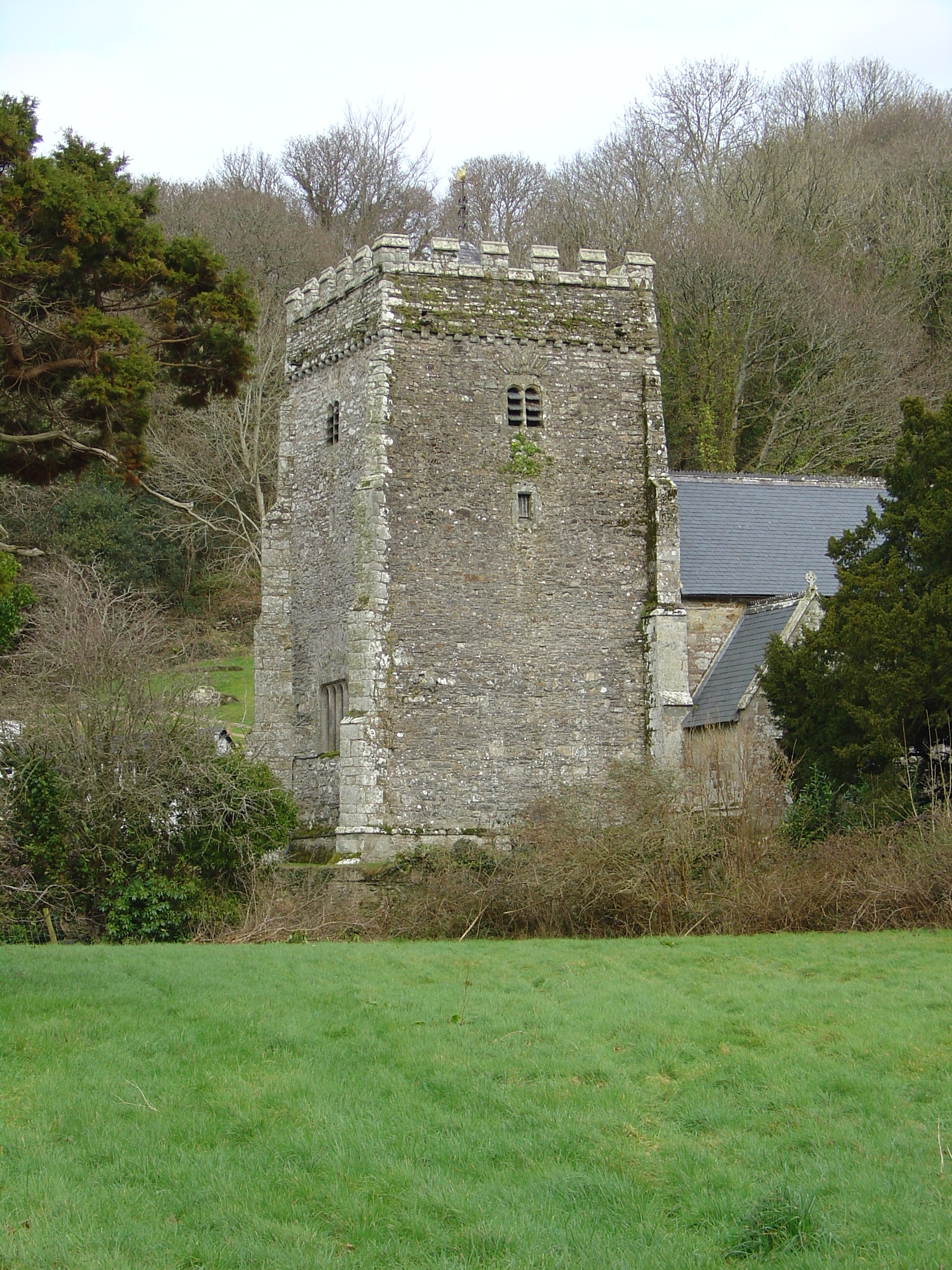
Kerk van St Brynach in Nevern

Brynach of Bronacus en Brannock (500- ) was een Iers geestelijke en heilige uit de 6e eeuw. Volgens sommigen was Brynach een zoon van de koning van het Italiaanse Calabrië, maar dit is weinig waarschijnlijk. Vermoedelijk is hij van Ierse afkomst. De naam Brynach zou afgeleid kunnen zijn van het Ierse Bernach. Soms wordt hij Brynach Wyddel (de Ier) genoemd.

## Jeugd en kluizenaarschap
Als jongeling ging hij op pelgrimstocht naar Rome, waar hij een kwaadaardige slang bedwong. Na zijn terugkeer vestigde hij zich in Brittannië waar hij de plaatselijke bevolking trachtte te kerstenen. Hij verhuisde vervolgens naar Wales, drijvend op een steen (vermoedelijk zijn altaar) en ging te land in Milford Haven. Eerst reisde hij noordoostwaarts naar Llanboidy (Carmarthenshire) waar hij overnachtte in koeienstallen. 
In Cilymaellwyd kreeg hij dezelfde behandeling en diende hij onder een grijze steen te schuilen. Nadien bouwde hij zich een kleine kluis in Llanfyrnach in Pembrokeshire. Hij werd daar wel het slachtoffer van een aanval met een speer van een vrouw wier avances hij had afgewezen. Gelukkig werd hij door een voorbijganger gevonden die zijn wonden uitwaste in een nabijgelegen bron, die sindsdien de Fons Rubeus werd genoemd. 
Brynach vond een nieuw onderkomen in Pont-faen aan de Gwaun, maar werd daar snel door de duivels verdreven. Hij trachtte een kerk te bouwen in Llwyn Henllan aan de Nevern, maar de plaatselijke bevolking stal al zijn hout. Toen verscheen hem een engel die hem zei dat dit geen plaats voor hem was.

## Klooster
Brynach trok vervolgens verder naar Nevern aan de oever van de kleine Camanrivier. Hij bracht de bevolking de landbouw bij en leerde hen herten in te spannen en hinden te melken. Hij bouwde er ook een kerk. De plaatselijke koning Clether was zo onder de indruk van Brynach, dat hij zijn troon opgaf om zich terug te trekken als kluizenaar. Hij gaf Brychan al zijn landerijen en zijn 20 zoons werden Brynachs eerste leerlingen in het klooster dat rond het kerkje gebouwd werd. Hij stichtte ook de kerken van Dinas en Newport (Pembrokeshire), bij de plaats waar hij met de engelen praatte op Carningli.

## Heremietschap en overlijden
Later verliet Brynach Wales om zijn geluk te beproeven in Dumnonia. Hij leefde als heremiet in Braunton in Noord-Devon. Hij stierf daar en werd begraven in de plaatselijke kerk. In Wales wordt hij gevierd op 7 april, misschien omdat dat traditioneel de dag is waarop de eerste koekoek van het land zijn roep aanheft vanop de top van het kruis van Brynach op het kerkhof van Nevern. Deze Brychan mag niet verward worden met de Welshe koning Brychan van Brecknock, vader van vele heiligen.